# Toyota Origin

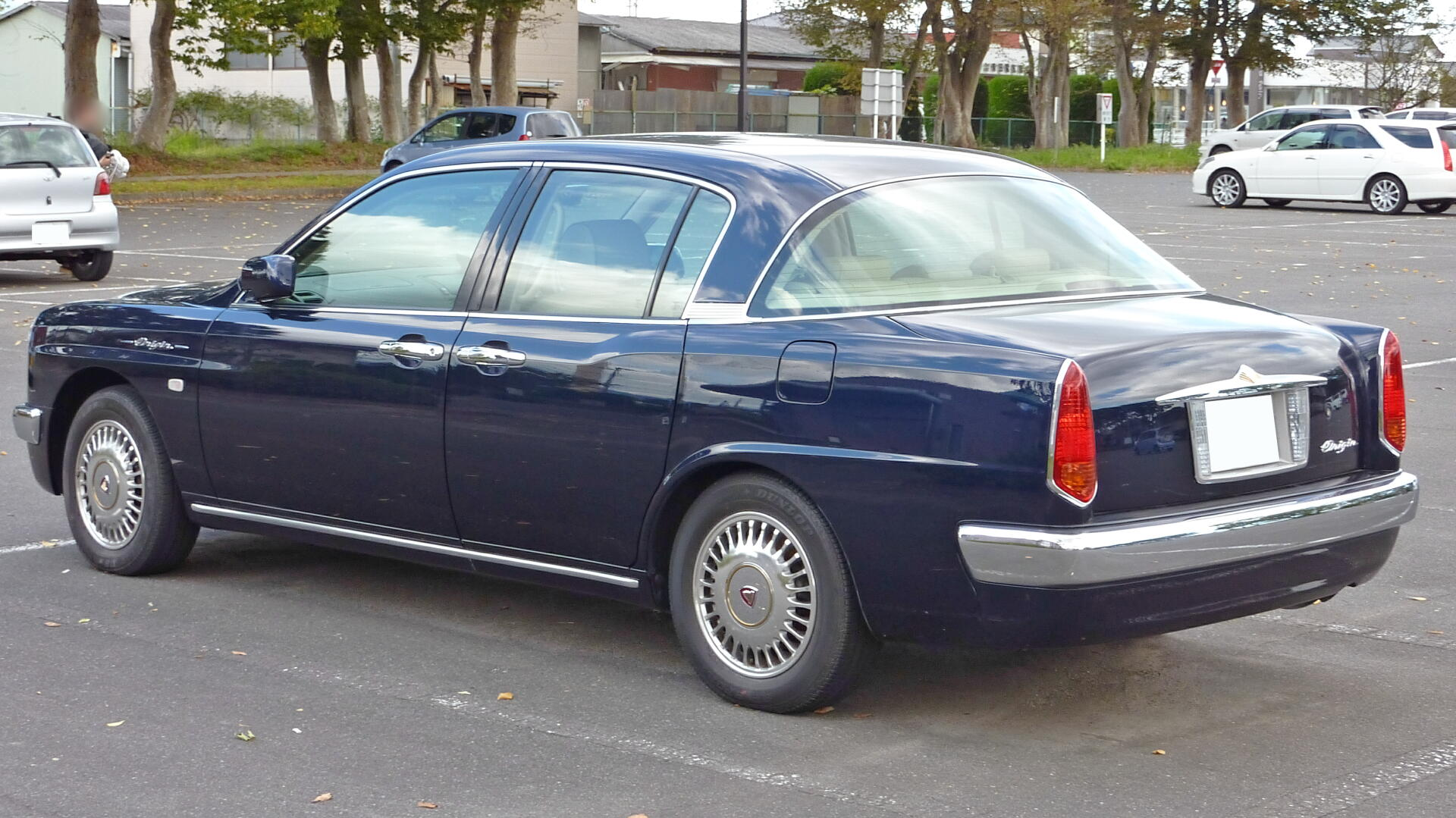
Вид сзади

Toyota Origin (яп. トヨタ・オリジン, Toyota Orijin) — среднеразмерный автомобиль ограниченной серии, выпускавшийся японской компанией Toyota с мая 2000 по апрель 2001 года.

## Описание
Продажи автомобиля Toyota Origin начались в ноябре 2000 года. Планировалось, что будет выпущено всего 1000 моделей, но на самом деле было произведено 1073. В Японии автомобиль продавался в дилерских центрах Toyota Store, Toyopet Store и Corolla Store.
Origin отличается характерным кузовом в стиле ретро, созданным по образцу Toyopet Crown RS. Автомобиль оснащён рядным шестицилиндровым двигателем 2JZ-GE, который также применялся в Progrès. Цена составляла 7000000 иен. Автомобиль был выпущен компанией Kanto Auto Works на заводе в Хигаси-Фудзи.
В дизайне автомобиля применялось множество необычных для современных автомобилей элементов, напоминающих оригинальную Crown, в том числе заднепетельные двери, наклонная средняя стойка и задние фонари.